# العلاقات السنغافورية الكمبودية
العلاقات السنغافورية الكمبودية هي العلاقات الثنائية التي تجمع بين سنغافورة وكمبوديا.

## مقارنة بين البلدين
هذه مقارنة عامة ومرجعية للدولتين:
| وجه المقارنة                                              | سنغافورة                                                             | كمبوديا                   |
| --------------------------------------------------------- | -------------------------------------------------------------------- | ------------------------- |
| المساحة (كم2)                                             | 719                                                                  | 181.03 ألف                |
| عدد السكان (نسمة)                                         | 5.89 مليون                                                           | 16.01 مليون               |
| الكثافة السكانية (ن./كم²)                                 | 819.19 ألف                                                           | 88.44                     |
| العاصمة                                                   | سنغافورة                                                             | بنوم بنه                  |
| اللغة الرسمية                                             | لغة إنجليزية، اللغة الملايو، اللغة الصينية القياسية، اللغة التاميلية | اللغة الخميرية            |
| العملة                                                    | دولار سنغافوري                                                       | ريال كمبودي، دولار أمريكي |
| الناتج المحلي الإجمالي (بليون دولار)                      | 323.91 مليار                                                         | 22.16 مليار               |
| الناتج المحلي الإجمالي (تعادل القوة الشرائية) بليون دولار | 472.59 مليار                                                         | 54.37 مليار               |
| الناتج المحلي الإجمالي الاسمي للفرد دولار أمريكي          | 52.89 ألف                                                            | 1.16 ألف                  |
| الناتج المحلي الإجمالي للفرد دولار أمريكي                 | 82.76 ألف                                                            | 3.26 ألف                  |
| مؤشر التنمية البشرية                                      | 0.925                                                                | 0.555                     |
| رمز المكالمات الدولي                                      | +65                                                                  | +855                      |
| رمز الإنترنت                                              | .sg                                                                  | .kh                       |
| المنطقة الزمنية                                           | ت ع م+08:00، توقيت سنغافورة المنسق ‏                                  | ت ع م+07:00               |

## منظمات دولية مشتركة
يشترك البلدان في عضوية مجموعة من المنظمات الدولية، منها:
| علم المنظمة | اسم المنظمة                               | تاريخ انضمام سنغافورة | تاريخ انضمام كمبوديا |
| ----------- | ----------------------------------------- | --------------------- | -------------------- |
|             | بنك التنمية الآسيوي                       | 1966                  | 1966                 |
|             | مؤسسة التنمية الدولية                     | 27 سبتمبر 2002        | 22 يوليو 1970        |
|             | يونسكو                                    | 8 أكتوبر 2007         | 3 يوليو 1951         |
|             | وكالة ضمان الاستثمار متعدد الأطراف        | 24 فبراير 1998        | 1 ديسمبر 1999        |
|             | الأمم المتحدة                             | 21 سبتمبر 1965        | 14 ديسمبر 1955       |
|             | الاتحاد البريدي العالمي                   | ?                     | ?                    |
|             | البنك الدولي للإنشاء والتعمير             | 3 أغسطس 1966          | 22 يوليو 1970        |
|             | منتدى آسيان الإقليمي ‏                     | ?                     | ?                    |
|             | الاتحاد الدولي للاتصالات                  | 22 أكتوبر 1965        | 10 أبريل 1952        |
|             | منظمة حظر الأسلحة الكيميائية              | ?                     | ?                    |
|             | مؤسسة التمويل الدولية                     | 4 سبتمبر 1968         | 26 مارس 1997         |
|             | المركز الدولي لتسوية المنازعات الاستشارية | 13 نوفمبر 1968        | 19 يناير 2005        |
|             | أسيان                                     | 8 أغسطس 1967          | 30 أبريل 1999        |
|             | منظمة التجارة العالمية                    | ?                     | ?                    |
|             | منظمة الشرطة الجنائية الدولية             | ?                     | ?                    |

## وصلات خارجية
- موقع وزارة الخارجية السنغافورية
- موقع وزارة الخارجية الكمبودية